# Schachbrett des Heiligen Rupert

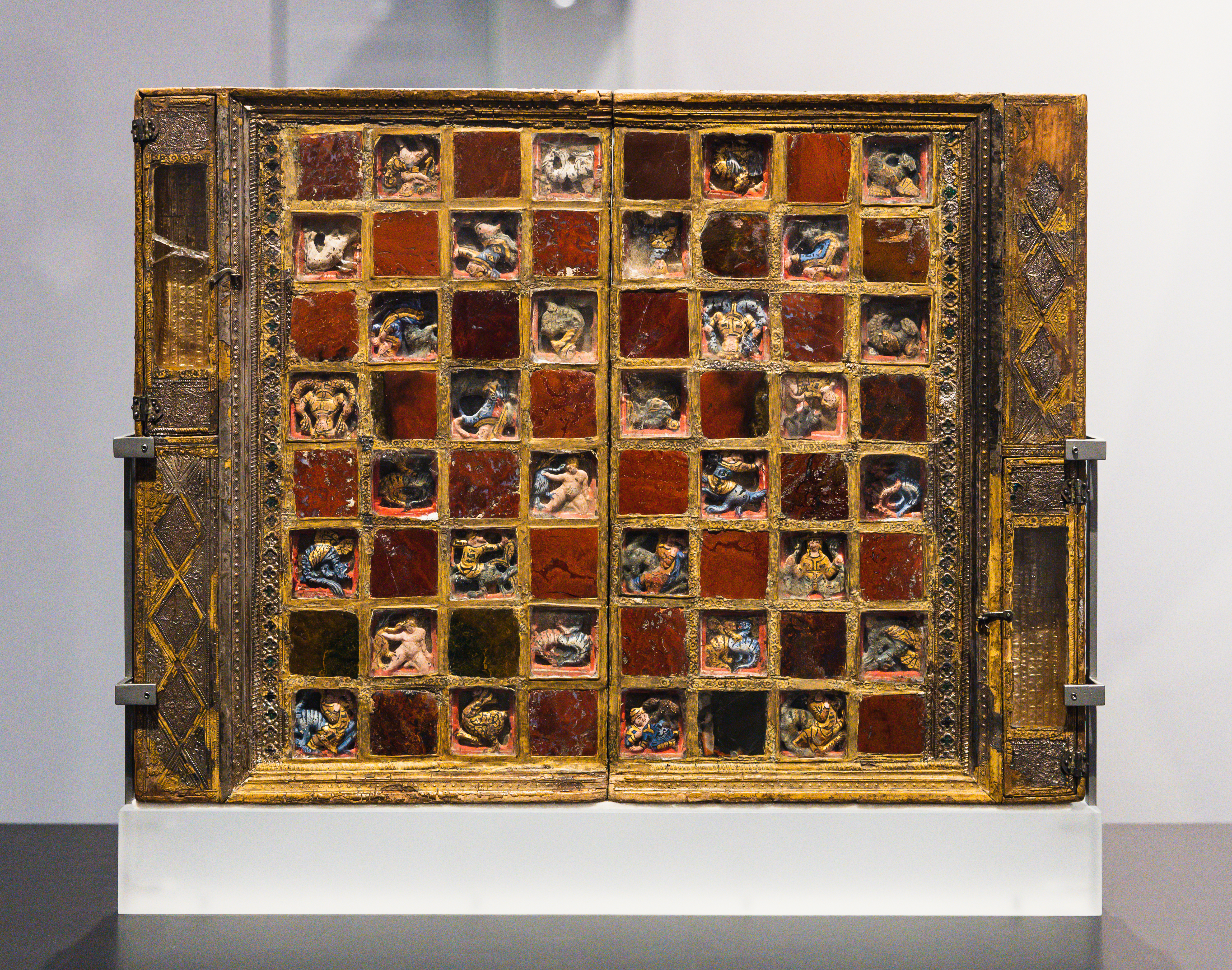
Schachseite

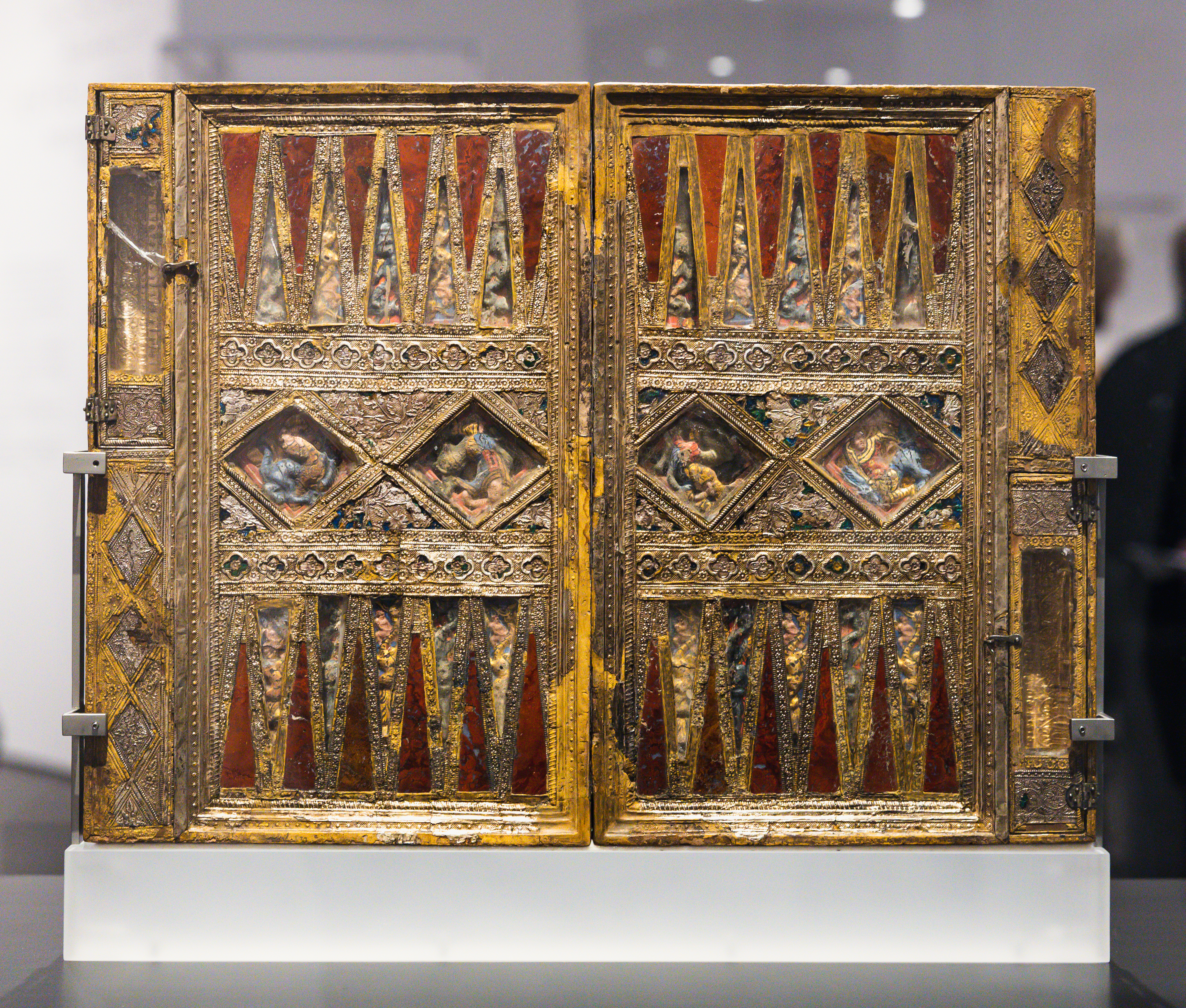
Wurfzabel-Seite

Das so genannte Schachbrett des Heiligen Rupert, auch Aschaffenburger Spielbrett oder Aschaffenburger Brettspiel, ist ein aufwendig gefertigtes Spielbrett für Schach und Wurfzabel, das 1854 mit weiteren Reliquien eingemauert im Valentinsaltar der Stiftskirche St. Peter und Alexander in Aschaffenburg gefunden wurde. Es befindet sich als Leihgabe in der Sammlung des Stiftsmuseums der Stadt Aschaffenburg und ist das wohl älteste in Deutschland erhaltene Spielbrett.

## Beschreibung
Das Spielbrett ist zweiseitig angelegt und kann wie ein Diptychon zusammengeklappt werden. Im geöffneten Zustand hat es die Maße 34,8 × 46,4 × 3,7 Zentimeter.
An den Seiten sind kleine, verschließbare Fächer zur Aufbewahrung von Spielsteinen (die nicht erhalten sind) angebracht, die jedoch nicht groß genug scheinen, einen vollständigen Satz von Schachfiguren aufzunehmen.
Die „Schachseite“ ist aus rotem Jaspis (schwarze Felder) und Bergkristall (weiße Felder) gefertigt. Unterhalb der klaren Bergkristallfelder befinden sich bunte, seriell aus Modeln gefertigte Reliefs aus bemaltem Ton mit verschiedenen Misch- und Fabelwesen wie Kentauren, Nereiden oder Drachen. Diese verglich der Kunsthistoriker Thomas Schauerte mit ähnlichen skulpturalen Dekoren der romanischen Architektur und brachte sie mit spätantiken Motiven in Verbindung.
Auf der „Wurfzabel-Seite“ werden die dreieckigen Spielfelder ebenfalls mit Jaspis gegen einen Hintergrund aus Bergkristall abgegrenzt. In der Mitte verläuft ein breiter ornamentaler Streifen mit vier größeren, mit figürlichen Reliefs unterlegten Bergkristallfeldern.
Der Holzkern des Bretts war ursprünglich vollständig mit vergoldeter Silberfolie verkleidet, so dass der Eindruck einer schweren, wertvollen Goldschmiedearbeit entstehen kann.

## Geschichte und Provenienz
Das Spielbrett entstand vermutlich um 1300 in Norditalien, eventuell Venedig. Es galt neben seiner Funktion als Spielbrett auch als Berührungsreliquie des Rupert von Bingen (um 712 bis um 732), was dazu beigetragen haben dürfte, dass es die Zeiten überdauert hat und der Zerstörung und dem Einschmelzen der Edelmetalle entgangen ist.
Über dem Grab des Heiligen gründete Hildegard von Bingen um das Jahr 1150 das Kloster Rupertsberg, das wiederum zum damaligen Erzbistum Mainz gehörte. So gelangte das Spielbrett wohl in die umfangreiche Reliquiensammlung des Kardinals und Kurfürsten Albrecht von Brandenburg, die als Hallesches Heiltum bezeichnet wird. Albrecht war sowohl Erzbischof von Magdeburg als auch von Mainz und residierte auf der Moritzburg in Halle. Hier wurde das Spielbrett 1531 in einem Inventar als „Sanct Ruprechs bredtspiel und schachspiel im vergulten silber eingefast“ aufgeführt.
Der Erzbischof hatte schon früh wegen seines Ablasshandels den entschiedenen Zorn Martin Luthers auf sich gezogen; außerdem war er 1521 „Generalinquisitor“ für ganz Deutschland gegen dessen Lehren. Deshalb musste Albrecht sich mit dem Erstarken der Reformation im Jahr 1541 aus Halle in seine Zweitresidenz Aschaffenburg zurückziehen, wobei er einen Teil seiner Kunstschätze mit sich nehmen konnte. Man nimmt an, dass er das Spielbrett dort der Aschaffenburger Stiftskirche schenkte, wo es 1854, rund dreihundert Jahre später, bei Restaurierungsarbeiten am Valentinsaltar wiedergefunden wurde. Die Tatsache, dass es selbst – etwa in den seitlichen Fächern – keine Reliquien enthielt, aber zusammen mit zwei Reliquienpäckchen und zwei Schädeln eingemauert war, lässt die Vermutung zu, dass das Spielbrett selbst ebenfalls als Reliquie aufgefasst wurde.
Es wurde noch im selben Jahr dem neu gegründeten Stiftsmuseum der Stadt Aschaffenburg zur Aufbewahrung übergeben, wo es bis in die Gegenwart als Leihgabe der Stiftskirche ausgestellt wird.

## Rezeption (Auswahl)
In dem zehnbändigen Bilderwerk Kunstwerke und Gerätschaften des Mittelalters und der Renaissance von Jakob Heinrich von Hefner-Alteneck und Carl Becker aus dem Jahr 1857 wurde das Spielbrett mit vier großen und detaillierten Bildtafeln als „höchst merkwürdiges Kunstwerk“ beschrieben. Die Autoren vermuteten noch eine Nutzung als Reliquienbehälter oder sogar als tragbarer Altar. Auch spätere Publikationen gehen noch bis in die Gegenwart von einem Reliquienbehälter aus, so etwa Ulrich Henze 2019.

Farbtafeln 62–65
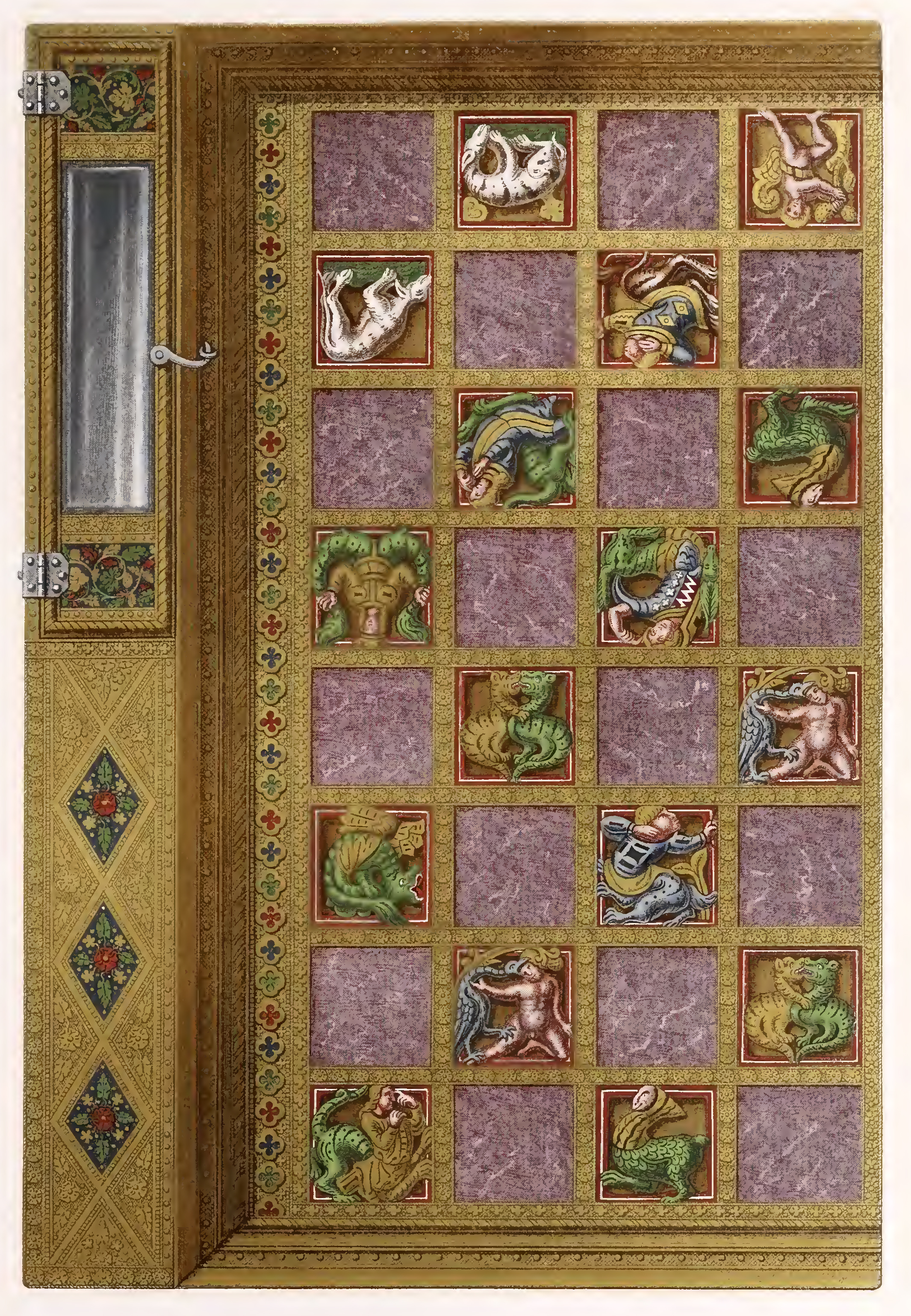
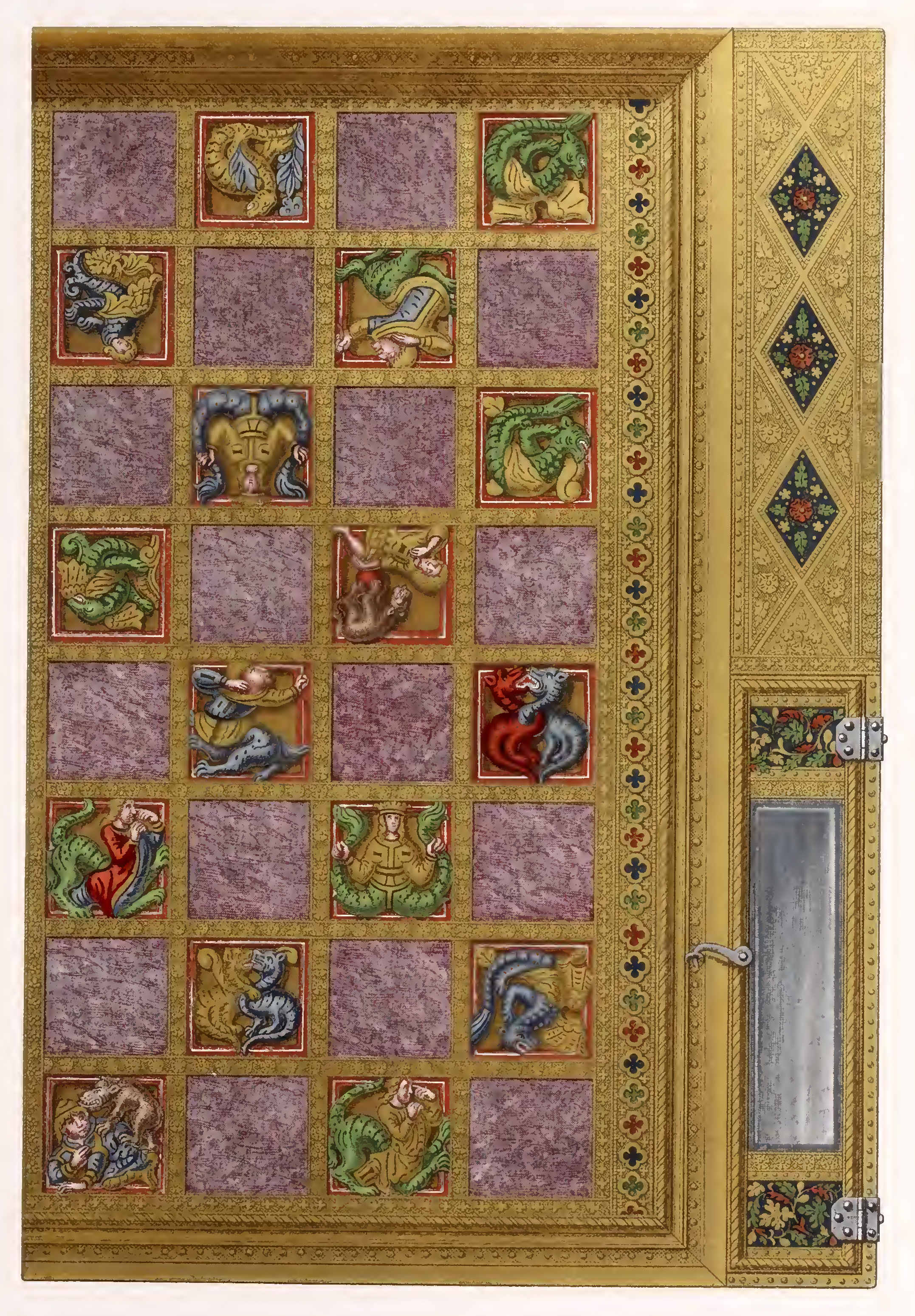
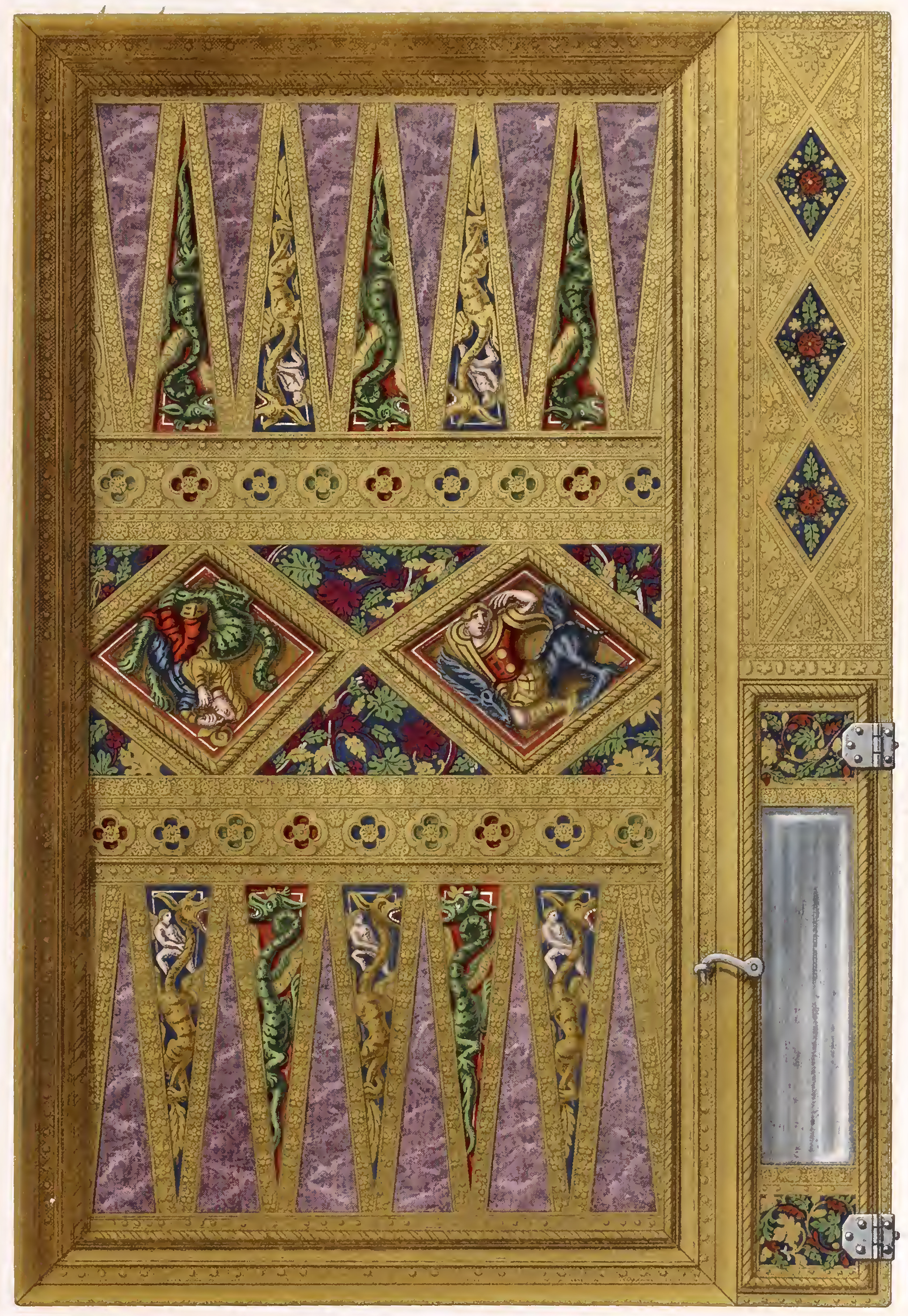
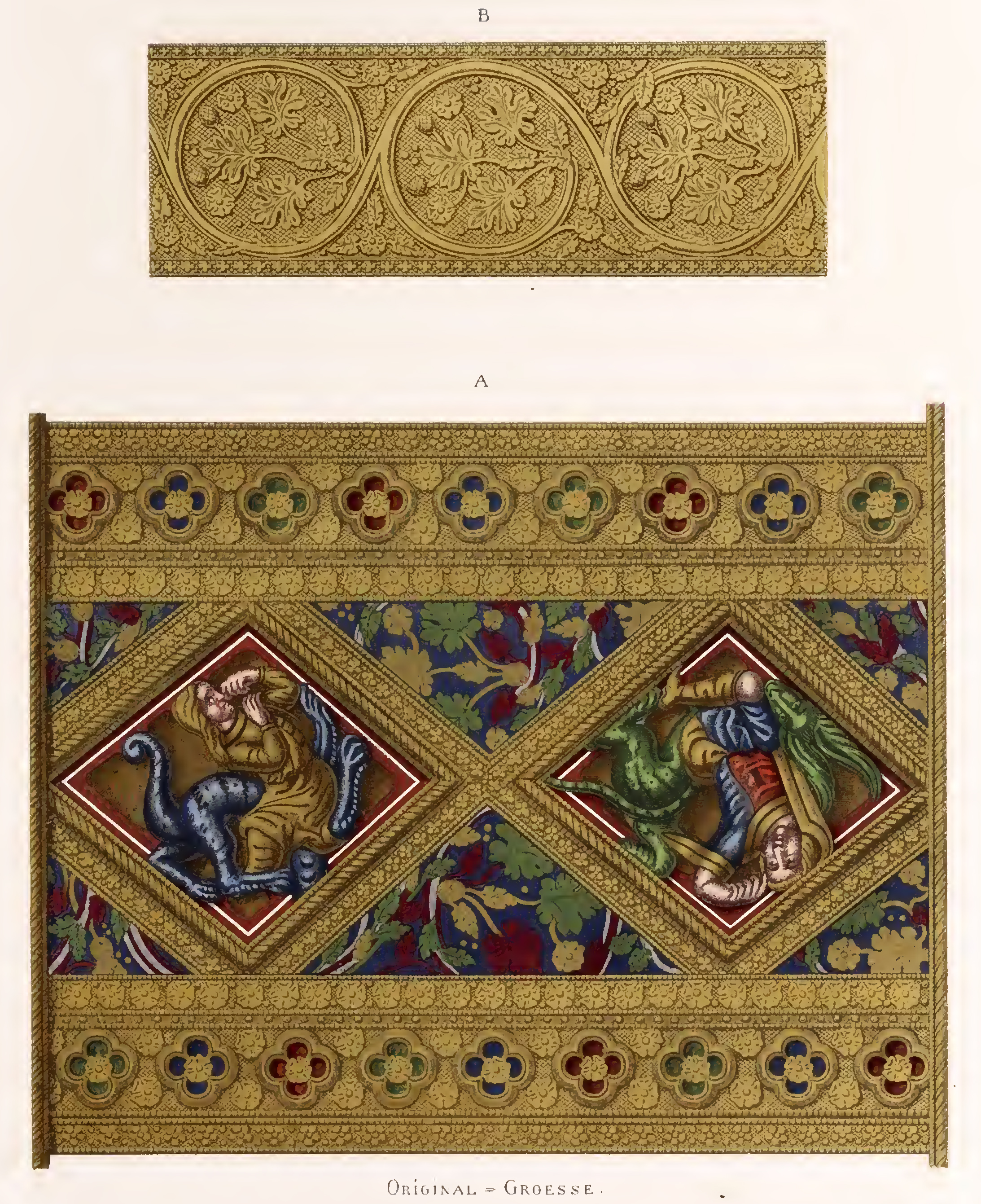

Ausgestellt wurde das Spielbrett 1902 auf der Düsseldorfer Kunsthistorischen Ausstellung, wobei es im Begleitkatalog auf „Ende des 13. Jahrhunderts“ datiert wurde. Eine jüngere Publikation aus Italien nennt sogar das Trecento, also das 14. Jahrhundert.
2023 wurde das Spielbrett in der Ausstellung Magie Bergkristall im Kölner Museum Schnütgen gezeigt.